# Elsbeth Juda

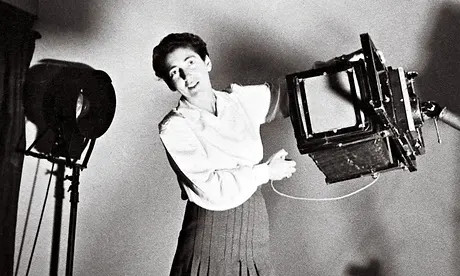
Elsbeth Juda (1942)

Elsbeth Juda, geboren als Elsbeth Goldstein, Pseudonym Jay (* 2. Mai 1911 in Darmstadt; † 5. Juli 2014 in London) war eine deutsch-britische Fotografin, Publizistin und Kunstsammlerin. Sie wurde bekannt durch ihre Arbeiten in den Bereichen Mode und Arbeitswelt in der britischen Wirtschafts- und Exportzeitschrift The Ambassador. 

## Frühes Leben
Elsbeth Goldstein war die Tochter des Philosophen Julius Goldstein (1873–1929) und seiner Frau Margarete (Gretel) Goldstein (1885–1960). Gretel Goldstein, geb. Neumann, war die Tochter eines Mainzer Weinhändlers. 
Im Alter von achtzehn Jahren ging Elsbeth Goldstein nach Paris und arbeitete dort als Sekretärin im Bankgewerbe. Im Jahr 1931 heiratete sie ihre Kindheitsliebe, den Journalisten Hans Juda (1904–1975). Das Paar zog nach Berlin, wo Hans eine Stelle als Finanzredakteur beim Berliner Tageblatt fand. 1933 emigrierten sie aus Deutschland und ließen sich in London nieder.

## Leben und Werk
Juda studierte Fotografie bei Lucia Moholy (1894–1989), der Ehefrau des Künstlers László Moholy-Nagy (1895–1946). 1940 wurde Hans Juda Verleger und Gründungsherausgeber der Zeitschrift für den Textilexport The Ambassador. Elsbeth, die im Gegensatz zu Hans fließend Englisch sprach, kam später als Modefotografin und Mitherausgeberin der Zeitschrift hinzu.
The Ambassador wurde zwischen 1940 und 1965 unter der Leitung des Ehepaars Juda zu einem bedeutenden Marketinginstrument der britischen Textilwirtschaft und dafür während des Zweiten Krieges von der britischen Regierung kontinuierlich mit Papier versorgt. In den 1940er, 1950er und 1960er Jahren war die Arbeit von Elsbeth und Hans Juda ein wichtiges Element zur Unterstützung des britischen Exporthandels. Sie förderten jeden Bereich der britischen Produktion, Kultur und Kunst. Die Zeitschrift erreichte Abonnenten in etwa 90 Ländern der Welt und zählte bis Mitte der 1960er Jahre zu den weltweit führenden Handelszeitschriften.
Elsbeth stand in engem Kontakt mit einer Vielzahl von Künstlern, Schriftstellern, Designern und Fotografen. Gemeinsam mit ihrem Mann baute sie eine Sammlung zeitgenössischer Kunst auf. Viele der in der „Hans & Elsbeth Juda Collection“ vertretenen Künstler gehörten zu ihrem persönlichen Freundeskreis.
Ihre Fotografien wurden in vielen bekannten Museen ausgestellt, u. a. im Victoria & Albert Museum in London. 2013 zeigte die Kunsthalle Darmstadt zentrale Werke Elsbeth Judas in der Ausstellung „bauhaus und neues sehen - Fotografien von Lucia Moholy, Gertrud Arndt, Elsbeth Juda“.

## Ausstellung ihrer Werke 2013 in Darmstadt
Auf Initiative des „Fördervereins Liberale Synagoge Darmstadt e. V.“ wurden Elsbeth Judas fotografische Werke 80 Jahre nach ihrer gewaltsamen Vertreibung aus Deutschland erstmals in ihrer Heimat- und Geburtsstadt Darmstadt gezeigt. Von April bis September 2013 waren ihre Werke in der Kunsthalle Darmstadt im Rahmen der von Peter Joch kuratierten Ausstellung „Bauhaus und Neues Sehen“ ausgestellt.
Insbesondere die Verbindung der vom Bauhaus geprägten Lehrerin Elsbeth Judas, Lucia Moholy, mit den Arbeiten ihrer Schülerin im englischen Exil Elsbeth Juda, stieß auf positive Resonanz.
Der Vorsitzende des Fördervereins Liberale Synagoge, Martin Frenzel, sagte bei seiner Eröffnungsrede am 22. April 2013 anlässlich der Vernissage der Schau „Bauhaus und Neues Sehen“ in der Kunsthalle Darmstadt, bei der Elsbeth Juda persönlich aus London gekommen war, die erstmalige Ausstellung der Werke der Künstlerin in ihrer Heimatstadt sei auch „ein Akt der erinnerungskulturellen Wiedergutmachung“.
Bereits im November 2012 reiste Elsbeth Juda nach Darmstadt, um u. a. die Gedenkstätte Liberale Synagoge auf dem Klinikumsgelände und das Grab ihres Vaters, des Philosophen und Kulturjournalisten Julius Goldstein, auf dem Jüdischen Friedhof Darmstadt zu besuchen.